# Vitstjärtad trogon
Vitstjärtad trogon (Trogon chionurus) är en fågel i familjen trogoner inom ordningen trogonfåglar.

## Utbredning och systematik
Fågeln förekommer i låglänta områden från östra Panama till västra Colombia och västra Ecuador. Den behandlas som monotypisk, det vill säga att den inte delas in i några underarter.

## Status och hot
Arten har ett stort utbredningsområde, men tros minska i antal, dock inte tillräckligt kraftigt för att den ska betraktas som hotad. Internationella naturvårdsunionen IUCN listar arten som livskraftig (LC). Beståndet uppskattas till i storleksordningen en halv miljon till fem miljoner vuxna individer.